# Eldenstraße 2 (Plau am See)

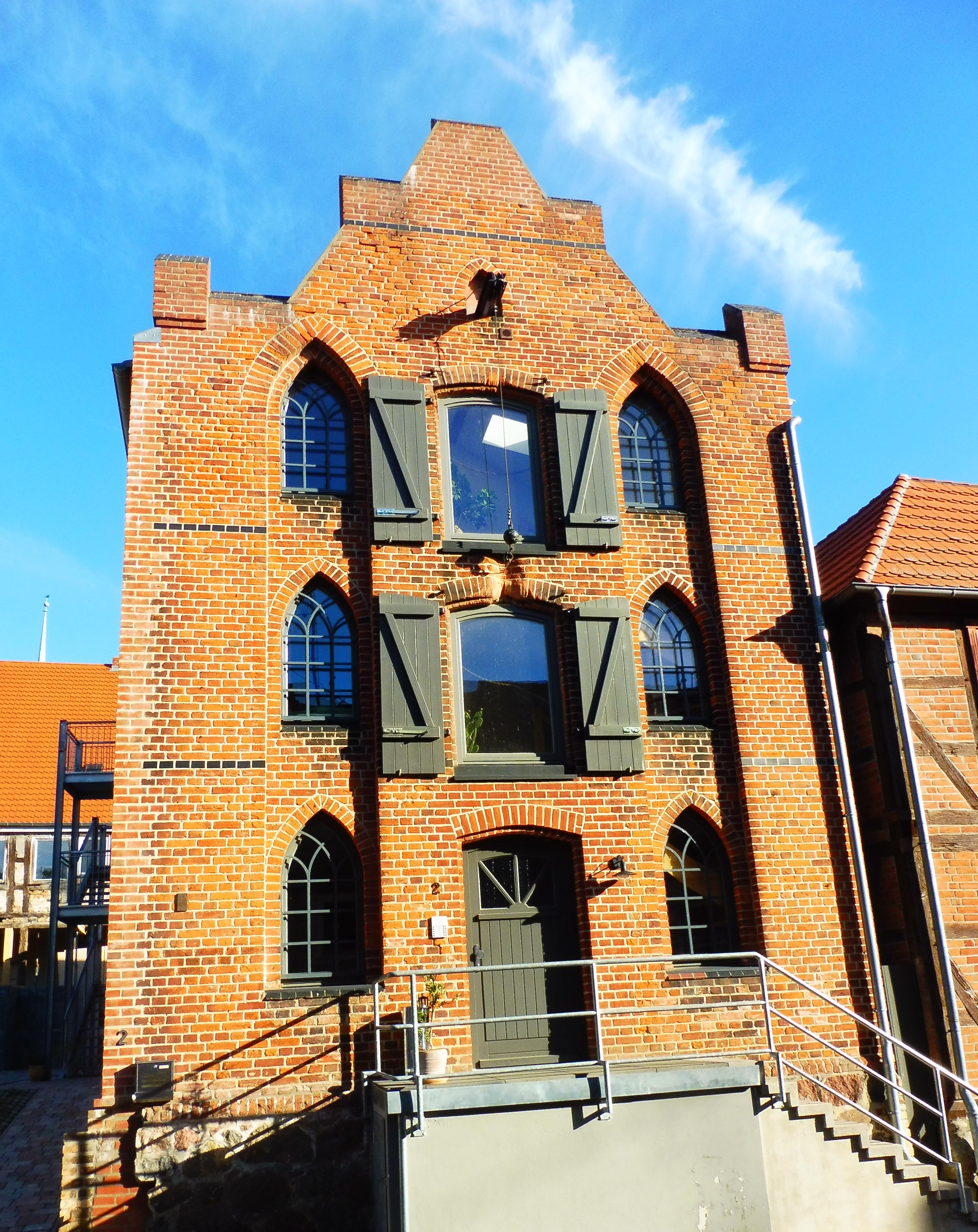
Speicher Eldenstraße 2

Das Wohnhaus und ehemalige Speicher Eldenstraße 2 in Plau am See (Mecklenburg-Vorpommern) wurde 1907 gebaut. Das Gebäude steht unter Denkmalschutz.

## Geschichte
Plau am See ist im 13. Jahrhundert entstanden und wurde 1235 erstmals als Stadt erwähnt.
Das dreigeschossige verklinkerte historisierende Haus im neugotischen Stil mit dem Stufengiebel, dem hohen Sockelgeschoss, dem Ausleger für den Seilaufzug und einem Satteldach wurde 1907 von Kaufmann Friedrich Böttcher als Getreidespeicher gebaut. Um oder nach 2000 wurde das Gebäude umgebaut und wird seitdem für Wohnungen genutzt.